# مسجد قلعه کهنه
مسجد قلعهٔ کهنه مسجدی است که در محوطه قلعه کهنه (پورانه قلعه) در دهلی، پایتخت هند، واقع شده است.
پس از آنکه شیرشاه سوری، نصیرالدین همایون را شکست داد، قلعهٔ کهنه را اشغال کرد. او در آنجا مسجدی برای استفاده شخصی خود ساخت که به «نمادی از آرزوی سلطنتی او» تبدیل شد. اعتقاد بر این است که این مسجد در {سال ۱۵۴۱ میلادی ساخته شده است.

## موقعیت
این مسجد در داخل دژ شیرشاه سوری در محلهٔ قلعه کهنه، واقع شده است که پس از فتح دهلی به استحکامات او تبدیل شد. این مسجد یکی از سازه‌های کنار شیر مندل در این قلعه است. این قلعه در نزدیکی باغ وحش دهلی واقع شده است. شیرمندل به عنوان کتابخانه نصیرالدین همایون شناخته می‌شود.

## تاریخچه
تاریخچه این مسجد از روایت‌های مختلف مورخان معاصر گرفته شده است. تاریخ شیر شاهی، نوشته عباس سروانی، می‌گوید که شیرشاه سوری این مسجد را در سال ۱۵۴۰، از «طلا، لاجورد» و سایر سنگ‌های قیمتی ساخته است. گفته می‌شود که او این مسجد را برای «احیای» جایگاه شهر «به عنوان یک شهر بزرگ» ساخته است. مورخ «ام‌سی جوشی» استدلال می‌کند که اگرچه شیرشاه این مسجد را تکمیل کرد، اما در اصل توسط نصیرالدین همایون «طراحی» شده و ساخت آن آغاز شده بود. جوشی معتقد است که شیرشاه قسمت بالایی مسجد را که شامل گنبد می‌شد، ساخته است. آثار سنگ مرمر دیوارهای بیرونی را می‌توان به پسرش اکبر کبیر نسبت داد، زیرا آثار هندسی مربوط به زمان اوست و نه مربوط به دوران پیش از اکبر. بهره‌گیری از نیم‌گنبد و طاق‌های نوک‌تیز نشان‌دهندهٔ «ارتباط تنگاتنگ سبک آن با گورکانیان» است. همایون به «معرفی پرچین‌کاری» در ایوان و محراب مسجد مشهور است.

## ویژگی‌ها

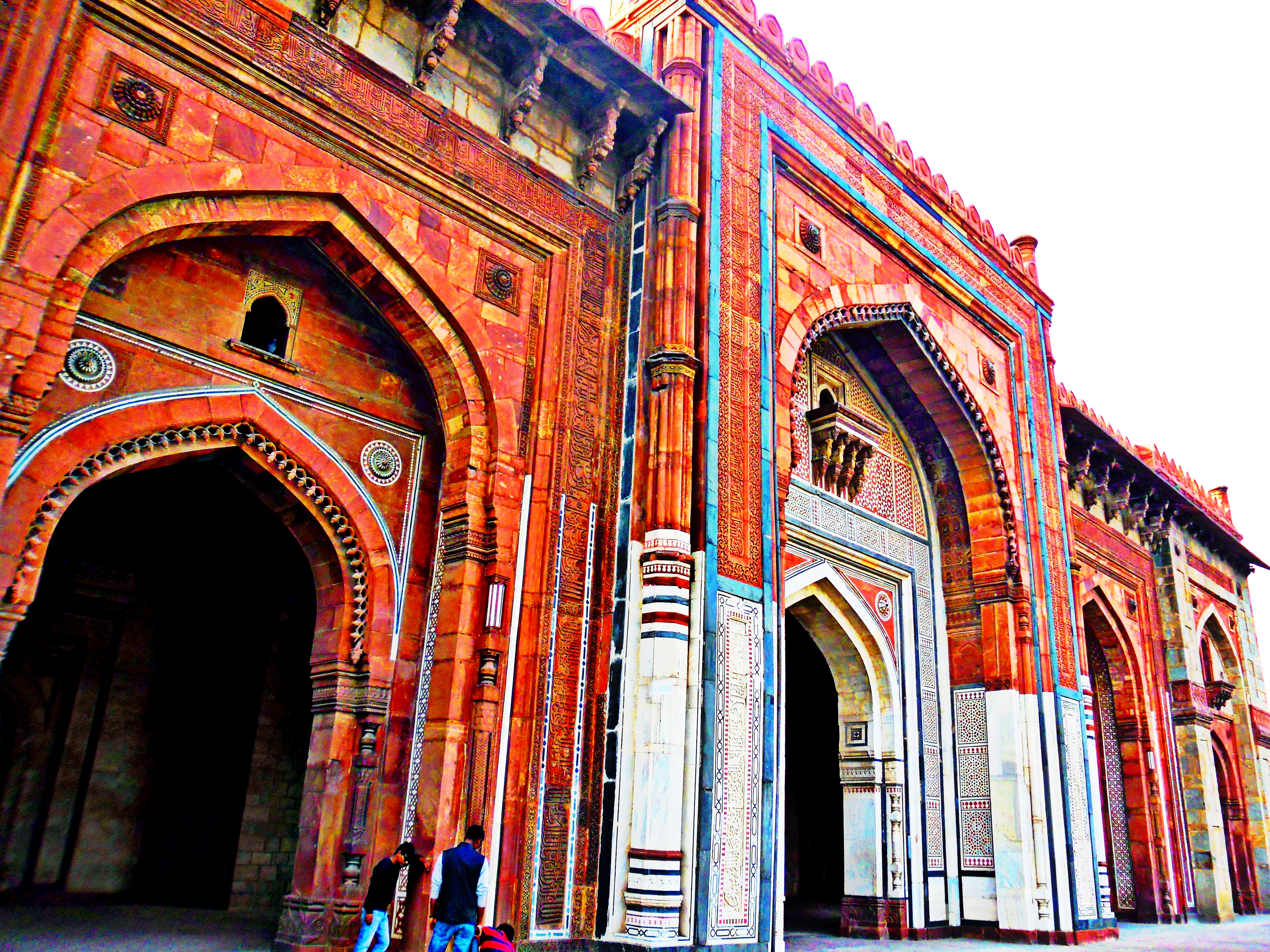
ورودی مسجد

این مسجد به سبک افغانستانی مسجد جامع ساخته شده است. این مسجد نمادی از سنت معماری «مسجد پنج دهانه» است، مفهومی که در زمان سلسله سید و لودی توسعه یافت. این مسجد فاقد هرگونه کتیبه است. طول و عرض آن به ترتیب ۵۱ متر (۱۶۷ فوت) و ۱۳٫۵ متر (۴۴ فوت) است. ارتفاع آن ۲۰ متر (۶۶ فوت) است (که شامل گنبد می‌شود). این مسجد با «مصالح بنایی هسته‌ای» با قلوه‌سنگ «متصل شده با ملات آهک» ساخته شده است. بلوک‌های کوارتزیت، سنگ مرمر و ماسه‌سنگ قرمز نیز در فرایند ساخت استفاده شده است. سالن مستطیلی داخلی به صورت جانبی توسط پنج طاق تقسیم شده است. نمای بیرونی شامل همان تعداد طاق است. طاق مرکزی «در یک فرورفتگی قوسی» فرورفته است که در یک جبهه مستطیلی به نام ایوان قرار دارد. در ابتدا قرار بود این مسجد از سنگ مرمر ساخته شود، اما از آنجایی که سنگ مرمر تمام شد، مجبور شدند از ماسه‌سنگ قرمز استفاده کنند.
از ایوان، گنبدی که به سبک لودی ساخته شده است، بالا می‌آید که توسط مناره‌های کوچکی به نام گلدسته احاطه شده است. گنبد در دهانه مرکزی دارای یک پایانهٔ کلاش در بالا است. همچنین «دهانه‌های متعدد» در «طبل» برای تهویه وجود دارد و با کاشی کاری‌های پیچیده تزئین شده است. قسمت داخلی مسجد دارای پنج محراب مسجد است که در هر دهانه یکی وجود دارد که مربوط به نمای بیرونی است. محراب‌ها با سنگ‌های متناوب تیره و روشن، شبیه به مسجد عطاالله در جونپور هستند. گنبدهای مسطح در «دهانه‌های ماقبل آخر» وجود دارد. دهانه‌های انتهایی به شکل مستطیل هستند اما دهانه‌های ماقبل آخر به شکل مربع هستند. دو نیم‌طاق در دهانه آخر وجود دارد که به‌طور مماس از «شانه‌های طاق‌های جانبی» بیرون می‌آیند و در نتیجه سه فضا ایجاد می‌شود که با آرایش دنده‌ای متقاطع پوشانده شده‌اند. در فضای مرکزی یک گنبد کم‌عمق وجود دارد، در حالی که طاق‌های شرقی و غربی دارای نیم‌گنبدهایی هستند که بر روی «طاق‌های معلق» قرار دارند.
دو برجک هشت ضلعی به انتهای دیوار پشتی متصل شده‌اند که «هم کاربردی و هم ساختاری هستند». در این بنا، اشیایی یادآور معماری تغلق‌شاهیان (زهوارهای تزئینی با پنجره‌های ارسی، سایبان، برجک‌های باریک) یافت می‌شود. دیوارها با نقوش ستاره ای شش ضلعی که دارای الگوهای هندسی رنگی هستند تزئین شده‌اند. دیوارها پر از خوشنویسی است. این مسجد دارای دو راه پله داخلی است که در دهانه‌های انتهایی قرار دارند. از آنها برای رسیدن به تراس و برجک‌ها استفاده می‌شد. همچنین دارای ورودی‌های خصوصی در ضلع شمالی و جنوبی بود که در حال حاضر بسته هستند. این مسجد همچنین دارای «طاق‌های ورودی لبه دار» است، ویژگی رایج در زمان سلطنت علاءالدین خلجی.

## نگارخانه

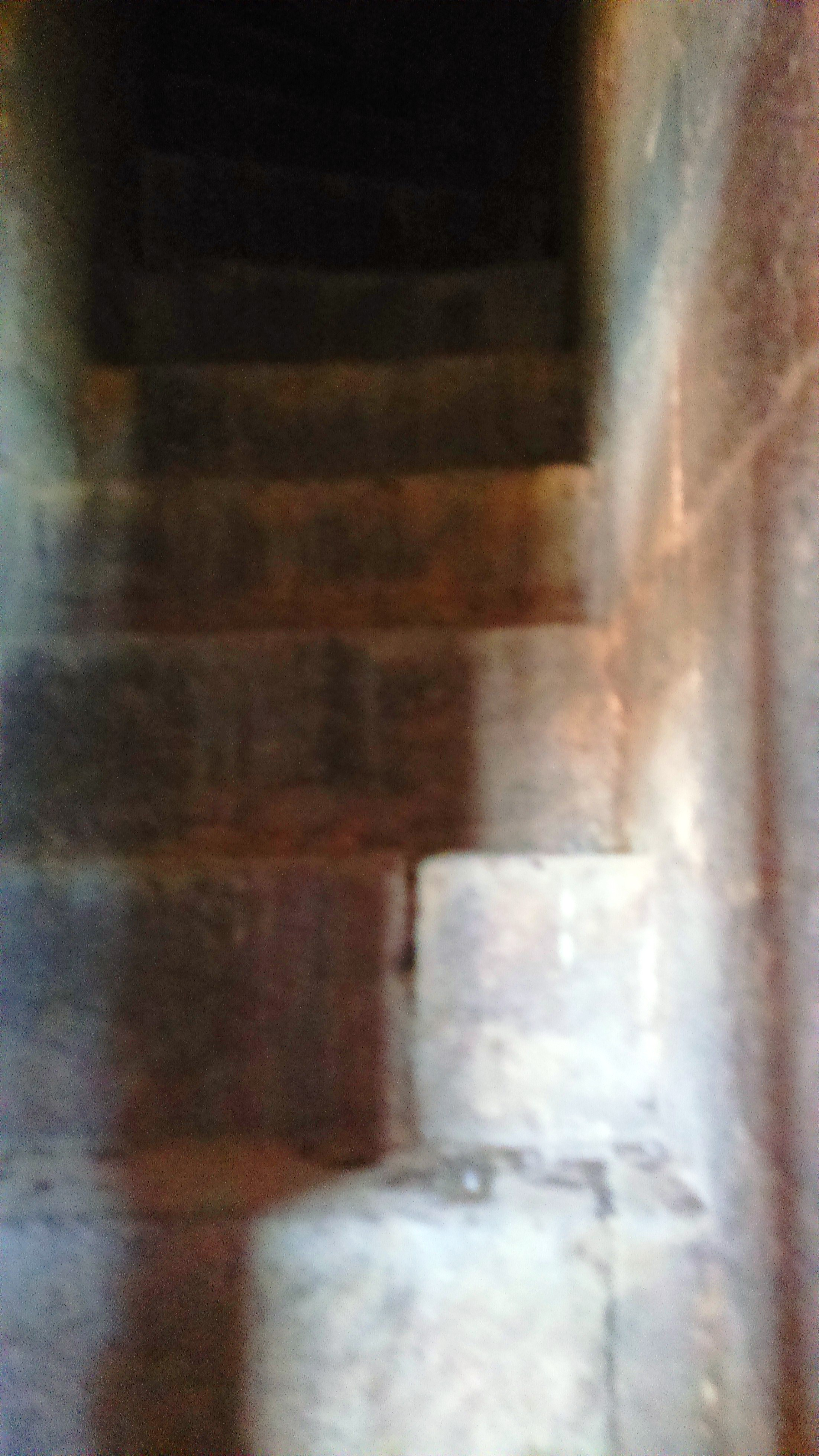
پله‌های مسجد
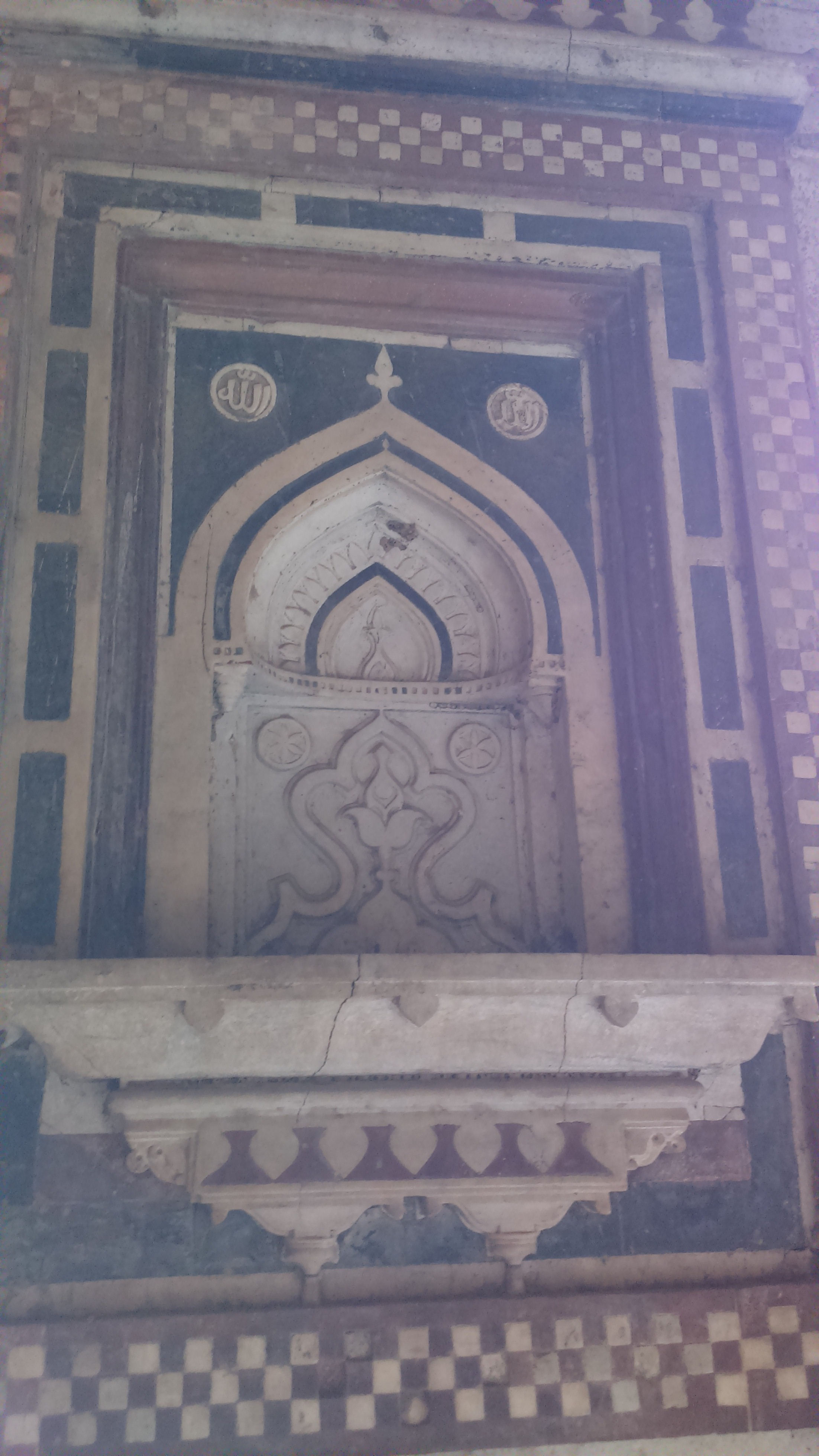
یک اثر دیواری در مسجد
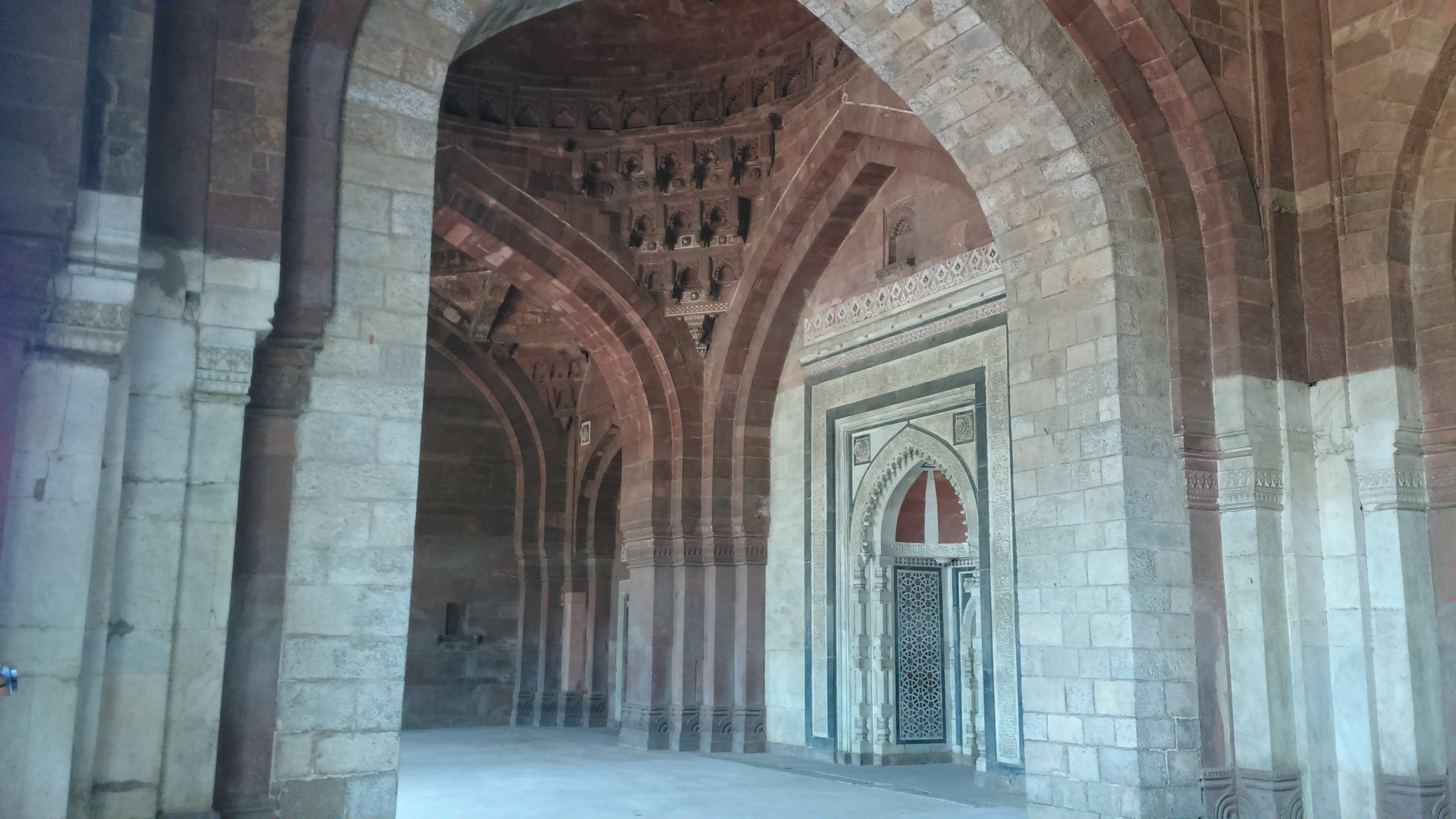
سالن نماز مسجد